# امام زاده عباس
امام زاده عباس روستایی است از توابع شهرستان کمیجان در استان مرکزی قرار دارد.

## مشخصات منطقه‌ای
روستای امام زاده عباس طبق تقسیمات اخیر کشوری، ازتوابع بخش میلاجرد شهرستان کمیجان می‌باشد. این روستا بامختصات جغرافیایی ۴۹ درجه و ۳۴ دقیقه طول شرقی و ۵۷ درجه و ۴۳ دقیقه عرض شمالی در شمال غربی استان مرکزی قراردارد. فاصله روستای امام زاده عباس تا مرکز شهرستان ۱۰۰ کیلومتر می‌باشد.

## جمعیت
طبق سرشماری مرکز آمار ایران، جمعیت امام زاده عباس در سال ۱۳۸۵ برابر با ۹۹۹ نفر بوده است. این روستا ۲۲۴ خانوار دارد.